# Otus elegans
Mocho-d'orelhas-elegante ou mocho-de-orelhas-das-léquias (Otus elegans) é uma espécie de ave estrigiforme pertencente à família Strigidae.